# 水島康宏
水島 康宏（みずしま やすひろ、1958年5月18日 - ）は、日本の作曲家、ボーカリスト。トライエックスミュージック社所属。北海道函館市弁天町出身。代表曲に、髙橋真梨子の最大のヒット曲となった「ごめんね…」などがある。
同じ作曲家の水島康貴と間違えられると、本人がコメントしている。薬剤師の資格を持ち、作曲活動の傍ら病院薬剤師としても勤務していた。

## 経歴
北海道函館中部高等学校、東京理科大学薬学部卒業。
1980年に東芝EMIより、バンド・Northern Litesのボーカル、ギター、作曲家としてデビュー。
1982年、バンド解散後、男性デュオグループHorizonを結成。その後、ライブ、レコーディングにコーラスとして参加しつつ、作曲家としてアーティストに楽曲を提供している。
最近では、オリジナル曲プロジェクト「チェルノ&ブイリ」を企画し、ライブ活動なども行っている。
3/11震災後、バンド名を『Hyper East Family』に変更。

## 作品

### ボーカル
- 「風は翼に乗る 翼は風に乗る」（OVA『マップス』 主題歌）
- 「枯れ葉色のクレッシェンド」（テレビアニメ『ママレード・ボーイ』 2nd ED）
- 「ふたりきりの永遠」（OVA『快楽の方程式 LEVEL-C』）（兼 作曲）
- 「夢のおはなし」（テレビアニメ『ママレード・ボーイ』）
- 「月光仮面は誰でしょう」（1981年公開劇場映画『月光仮面』主題歌）
- 「Take off!!」（2017年「カービィ!メモリアルアレンジ」収録曲）

### コーラス
- 尾崎豊（1988年 アルバム『街路樹』）
- 須藤和美（1990年 アルバム 『BE EARTH』）

### 楽曲提供
- 相沢友子
  - 「午後3月の月」
  - 「わがままな漂流者」
- アイドルプロジェクト
  - 「真珠色ロマンス」（歌：國府田マリ子、岩坪理江）
  - 「Be Up! -夢を追いつめて-」（歌：久川綾）
- 浅香唯 「人魚の涙」
- 池田聡 「Snow Waltz」
- 井上和彦、松本保典 「Love Fight」（OVA『世紀末☆ダーリン』）
- AKB48「Summer side」
- 小山剛志 「真・うたわれるもののテーマ」「ひげ独身のテーマ」（マキシシングル版の編曲）
- 佐藤幸世 「見つめていたい」（テレビアニメ『太陽の勇者ファイバード』 ED）
- 清水宏次朗 「残像」
- そのざきみえ 「幸せの花束」（OVA『ビ・ヨンド』 ED）
- 杏子
  - 「ビデオと不眠症とPOSY RING」
  - 「強くなれ」
- 髙橋真梨子
  - 「ごめんね…」（火曜サスペンス劇場ED）
  - 「黄昏まで」
  - 「テンダネス」
  - 「巴里の哀歌」
- RIKI（竹内力）「欲望の街」（オリジナルビデオ『難波金融伝・ミナミの帝王』ED）
- 中西保志
  - 「一日の終わりに」
  - 「We are」
  - 「待ちきれなくて」
  - 「Wanderers」
- 穂早菜 「It's a Joke」（うしおととらCD劇場）
- 水沢瑶子
  - 「心癒えるまで」
  - 「逃避行」
  - 「時計台のある街で」
  - 「瞳 Mystery」
- 山中すみか
  - 「いっしょに歩こうね!」
  - 「オルゴール人形」
  - 「知ってますか…?」
  - 「好きです…なんて…」
  - 「フレー!フレー!」
- 山本実枝 「MY GRADUATION ～未来～」（1992年8月 みんなのうた放送）
- 横浜銀蝿 「親父」
- 和田加奈子 「不確かなI LOVE YOU」（映画『きまぐれオレンジ☆ロード あの日にかえりたい』挿入歌）